# Championnat d'Europe de football des moins de 17 ans 2013
Navigation
Euro 2012 Euro 2014
La phase finale de l'édition 2013 du Championnat d'Europe de football des moins de 17 ans se déroule en mai 2013 en Slovaquie. Les joueurs nés après le 1er janvier 1996 peuvent participer.

## Format
Le tournoi final du Championnat d'Europe de football des moins de 17 ans est précédé par deux tours qualificatifs, le tour de qualification puis le tour élite dont est exemptée la Slovaquie, hôte  du tournoi final.
52 équipes sont réparties en 13 groupes de quatre équipes où un pays accueille le groupe. Les deux premiers de chaque groupe ainsi que les deux meilleurs troisièmes se qualifient pour le tour Élite.

## Phase finale

### Équipes qualifiées
- Autriche
- Croatie
- Italie
- Russie
- Suisse
- Suède
- Slovaquie (qualifiée en tant que pays hôte)
- Ukraine

### Groupe A
| Rang | Équipe    | Pts | J | G | N | P | Bp | Bc | Diff |  | Résultats (▼ dom., ► ext.) |  |     |     |     |
| ---- | --------- | --- | - | - | - | - | -- | -- | ---- |  | -------------------------- |  | --- | --- | --- |
| 1    | Slovaquie | 5   | 3 | 1 | 2 | 0 | 3  | 2  | +1   |  | Slovaquie                  |  | 0-0 | 1-0 | 2-2 |
| 2    | Suède     | 5   | 3 | 1 | 2 | 0 | 2  | 1  | +1   |  | Suède                      |  |     | 1-1 | 1-0 |
| 3    | Autriche  | 4   | 3 | 1 | 1 | 1 | 3  | 3  | 0    |  | Autriche                   |  |     |     | 2-1 |
| 4    | Suisse    | 1   | 3 | 0 | 1 | 2 | 3  | 5  | -2   |  | Suisse                     |  |     |     |     |

### Groupe B
| Rang | Équipe  | Pts | J | G | N | P | Bp | Bc | Diff |  | Résultats (▼ dom., ► ext.) |  |     |     |     |
| ---- | ------- | --- | - | - | - | - | -- | -- | ---- |  | -------------------------- |  | --- | --- | --- |
| 1    | Russie  | 5   | 3 | 1 | 2 | 0 | 4  | 1  | +3   |  | Russie                     |  | 1-1 | 0-0 | 3-0 |
| 2    | Italie  | 5   | 3 | 1 | 2 | 0 | 3  | 2  | +1   |  | Italie                     |  |     | 0-0 | 2-1 |
| 3    | Croatie | 5   | 3 | 1 | 2 | 0 | 2  | 1  | +1   |  | Croatie                    |  |     |     | 2-1 |
| 4    | Ukraine | 0   | 3 | 0 | 0 | 3 | 2  | 7  | -5   |  | Ukraine                    |  |     |     |     |

### Tableau final
|  | Demi-finales | Demi-finales |          |           | Finale | Finale |
|  | Demi-finales | Demi-finales |          |           | Finale | Finale |
|  |              |              |          |           |        |        |
|  |              |              |          |           |        |        |
|  |              |              |          |           |        |        |
|  | Slovaquie    | 0            |          |           |        |        |
|  | Slovaquie    | 0            |          |           |        |        |
|  | Italie       | 2            |          |           |        |        |
|  | Italie       | 2            | Italie   | 0 (4)     |        |        |
|  |              |              | Italie   | 0 (4)     |        |        |
|  |              | Russie       | 0 (5)tab |           |        |        |
|  | Russie       | Russie       | 0 (5)tab | 0 (10)tab |        |        |
|  | Russie       |              |          | 0 (10)tab |        |        |
|  | Suède        | 0 (9)        |          |           |        |        |
|  | Suède        | 0 (9)        |          |           |        |        |

#### Demi-finales
|  | Slovaquie | 0-2 | Italie |  |  |
|  |           |     |        |  |  |

|  | Russie           | 0-0 | Suède |  |  |
|  |                  |     |       |  |  |
|  | Tirs au but 10-9 |     |       |  |  |

#### Finale
|  | Italie          | 0-0 | Russie |  |  |
|  |                 |     |        |  |  |
|  | Tirs au but 4-5 |     |        |  |  |